# Pimp My Ride Brasil
Pimp My Ride Brasil foi a versão brasileira do programa de televisão Pimp My Ride ambos produzidos pela MTV. O tema continua a ser o de restaurar automóveis em péssimas condições, bem como modificá-los com os mais diversos adereços e tecnologias. Na versão brasileira, que estreou em meados de 2007, o apresentador foi o músico Jimmy, vocalista da banda Matanza, e havia uma escolha entre três carros para decidir com o que seria modificado.